# Goniorrhina excavata
Goniorrhina excavata är en skalbaggsart som beskrevs av Marc Lacroix 2006. Goniorrhina excavata ingår i släktet Goniorrhina och familjen Melolonthidae. Inga underarter finns listade i Catalogue of Life.